# Алюшин, Виктор Никитич

Мемориальная доска на фасаде дома №4 на улице Маркова, Владикавказ

Виктор Никитич Алюшин, другой вариант отчества — Никитович (1 сентября 1921 года, Владикавказ — 1 марта 1999 года, Владикавказ, Северная Осетия) — хозяйственный деятель, директор завода «Победит» (1966—1982), Владикавказ.

## Биография
Родился в 1921 году во Владикавказе (по другим сведениям — в Беслане). По окончании в 1939 году средней школы № 3 во Владикавказе поступил в Гнесинское училище. В октябре 1939 года призван на срочную службу в Красную Армию. Участвовал в Советско-финляндской войне. В последующем — в Великой Отечественной войне. С октября 1941 года — адъютант начальника связи в 56-й отдельной армии, с июня 1942 года — командир взвода 650-го отдельного полка связи. Летом 1944 года направлен в пограничные войска.
После демобилизации в 1946 году в звании капитана возвратился в Дзауджикау (Владикавказ), где обучался в Северо-Кавказском горно-металлургическом институте, по окончании которого трудился сменным инженером молибденовского участка, начальником участка, начальником цеха на заводе «Победит». В 1957—1958 годах в составе советской группы работал на строительстве и пуске твёрдосплавного завода в Чжучжоу, за что был награждён медалью КНР. В 1966 году назначен директором завода «Победит», который возглавлял до 1982 года.
Избирался делегатом XXV съезда КПСС, депутатом Верховного Совета Северо-Осетинской АССР 8-го и 9-го созывов, заместителем председателя Президиума Верховного Совета СО АССР.
С 1970 года проживал в доме № 4 на улице Маркова. Умер в марте 1999 года.
Сочинение
- Предприятие коммунистического труда [Текст] : [З-д «Победит» им. 50-летию СССР] / В. Н. Алюшин, Я. И. Кесельбренер, А. А. Дэбоев; [Лит. запись А. А. Григоряна]. — Орджоникидзе : Ир, 1975. — 103 с. : ил.; 17 см.

Память
7 мая 2015 года на доме № 4 на улице Маркова была установлена мемориальная доска Виктору Алюшину. Автор: скульптор Михаил Дзбоев.
Награды
- Орден «Знак Почёта» (1966)
- Орден Трудового Красного Знамени (1971)
- Орден Отечественной войны 2 степени (1985)
- Медаль «За победу над Германией в Великой Отечественной войне 1941—1945 гг.»
- Медаль «За трудовую доблесть»
- Медаль «Китайско-советская дружба»